# Pembridge
Pembridge è un villaggio e parrocchia civile nella valle dell'Arrow, nell'Herefordshire, in Inghilterra. Il villaggio si trova sulla strada A44 a circa 6 miglia (10 km) a est di Kington e 6 1⁄2 miglia (10,5 km) a ovest di Leominster. La parrocchia civile comprende le frazioni di Bearwood, Lower Bearwood, Lower Broxwood, Marston, Moorcot e Weston. Il censimento del 2011 ha registrato una popolazione parrocchiale di 1.056 persone.
Pembridge è la maggior parte della suddivisione elettorale di Pembridge e Lyonshall con Titley. Il censimento del 2011 ha registrato la popolazione del distretto ammontante a 3.124.

## Toponimo
Il toponimo "Pembridge" può essere derivato dal gallese Pen-y-Bont, anglicizzato alla sua attuale ortografia. Un'origine più probabile del nome Pembridge è che derivi dall'antico inglese Penebrug(g)e, che probabilmente significava "ponte di Pena".

## Il ponte
Il ponte di arenaria sul fiume Arrow è stato riconosciuto monumento classificato di classe II nel giugno 1987, proteggendolo da alterazioni o demolizioni non autorizzate.

## La chiesa parrocchiale

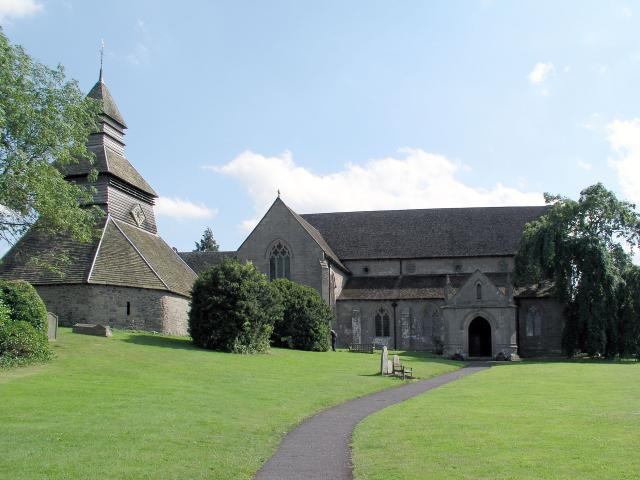
Chiesa parrocchiale di Santa Maria e il campanile a piramide (a sinistra)

Il presbiterio è la parte sopravvissuta più antica della chiesa parrocchiale di Santa Maria, risalente al XIII secolo, anche se rimane un pilastro romanico sciolto della chiesa normanna. Gli archi sbarrati su entrambi i lati del presbiterio segnano gli ingressi alle ex cappelle. Anche lo splendido fonte battesimale risale al XIII secolo. La più importante ricostruzione della chiesa in stile decorato maturo è stata datata 1320-1330 circa. Il porticato della navata nobile è di sei campate, con le finestre del cleristorio a cinque punte con archi inflessi circolari sopra. La chiesa ha una pianta cruciforme con transetti del XIV secolo e un portico a volta a nord. C'è una torretta delle scale arretrata penetrata dal transetto sud e sormontata esternamente da un pinnacolo. La porta ovest e la porta nord risalgono al XIV secolo ed entrambe conservano opere in ferro originali.
Il banco del predicatore sul pulpito, il leggio e la balaustra della comunione sono giacobini. Nel XIX secolo fu aggiunta una sagrestia nord e l'edificio fu restaurato nel 1871 da William Chick e nel 1903-1909 da Roland W. Paul. La chiesa è un edificio classificato di I grado. Sul lato nord del presbiterio un paio di cassapanche tombali del XIV secolo, l'una con effigi coeve di un cavaliere e di sua moglie, l'altra con un borghese e sua moglie. Esse risalgono al 1360-1380 e descrivono Nicholas Gour, un avvocato con sua moglie e suo figlio, John Gour e sua moglie, un amministratore della famiglia Mortimer. Ci sono anche diverse tavolette commemorative, tra cui tre del XVII secolo della famiglia Sherborne e una di Thomas Trafford (m. 1685).
Pembridge è una delle numerose parrocchie dell'Herefordshire il cui campanile è separato dalla chiesa. Tutto tranne la base della torre è in graticcio con struttura in legno: uno di un certo numero di campanili parzialmente o largamente a graticcio nel Herefordshire. La torre fu costruita all'inizio del XIII secolo, ricostruita con l'aggiunta di un deambulatorio nel XV o XVI secolo e ulteriormente ristrutturata nel XVII secolo quando fu aggiunta la sua guglia. È un monumento classificato di grado I.
La torre ha un anello di cinque campane. Giovanni di Worcester fuse la quarta campana nel 1658. Abramo II Rudhall di Gloucester fuse la campana acuta nel 1735. James Barwell di Birmingham fuse o rifuse la prima, seconda campana e la campana tenore nel 1898. Santa Maria ha anche una campana del Sanctus, che fu fusa nel 1800 circa.
Il cimitero contiene sette tombe di guerra del Commonwealth del personale di servizio, due della prima guerra mondiale e cinque della seconda guerra mondiale.

## Storia economica e sociale

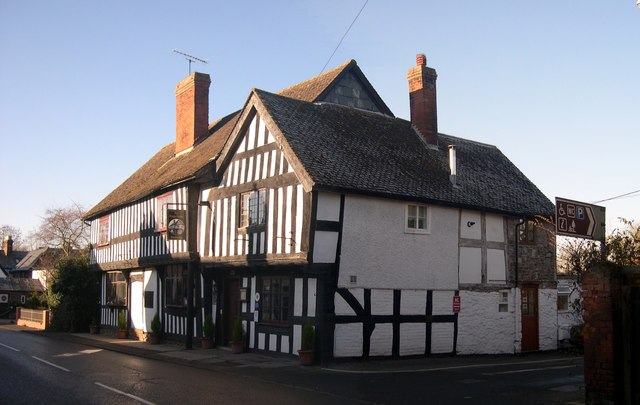
L'ex Greyhound Inn in East Steret, ora il ristorante King's House

Nel 1239 a Pembridge fu concesso uno statuto reale per tenere un mercato e due fiere: la Fiera della Cowslip tenuta ogni maggio e la Fiera di Woodcock tenuta ogni novembre. Nel Medioevo erano eventi importanti per i braccianti agricoli in tutta la contea per cercare lavoro dai proprietari terrieri.
Il villaggio è noto per i suoi storici edifici a graticcio. Viene promosso nei confronti dei visitatori come "il cuore del percorso del villaggio in bianco e nero".
In West Street, Swan House e School View sono due parti di un unico edificio. Fu costruito nel XIV secolo come una hall house (casa vernacolare), ma aveva un piano intermedio inserito alla fine del XVI o all'inizio del XVII secolo. Fu ulteriormente modificato nel XIX e XX secolo. È un edificio classificato monumento storico di II grado*. Sempre in West Street, Forsythia e West Leigh sono due parti di un'altra ex hall house. Fu costruito nel XIV o XV secolo e modificato nel XVII e XIX secolo. È un edificio classificato monumento di II grado *.
In Market Place, il centro dell'ufficio postale e dei negozi è un'altra casa del XIV secolo. È stato ristrutturato nel XVII e alla fine del XIX secolo ed è un edificio classificato monumento di II grado *. Sempre a Market Place si trova il Market Hall. Questo edificio a graticcio, che è stato datato dalla dendrocronologia al 1520 circa, non è in realtà un Market Hall, ma un semplice mercato coperto. Otto pilastri in rovere sostengono un tetto piastrellato con ardesia di pietra. Questi pilastri sono supportati da basi di pietra non lavorate ad eccezione di uno, che si erge sui resti della base a croce medievale. È un edificio classificato monumento di II grado *.
In East Street si trova l'ex ufficio postale. È una casa del XV secolo modificata nel XVII e XIX secolo.

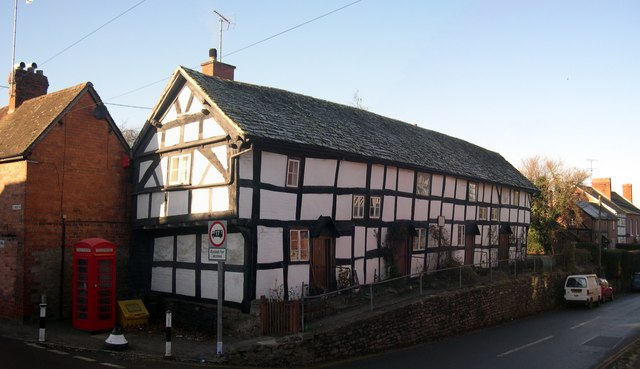
Gli Ospizi Duppa in Bridge Street, fondati nel 1661

Pembridge aveva due serie di ospizi, ognuno diviso in sei caseggiati. Gli Ospizi di Duppa in Bridge Street furono donati da Jeffrey Duppa ed eretti nel 1661. Furono potenziati dal figlio Brian Duppa, un realista che fu vescovo di Winchester dal 1660 fino alla sua morte nel 1662. Gli Ospizi di Trafford in East Street furono donati dal Rev. Dr. Thomas Trafford, DD, e costruiti nel 1686.
In altre parti della parrocchia, Clear Brook è una casa principalmente del XVII secolo con un'ala posteriore del XVI secolo. La Court of Noke è una casa di campagna del XVIII secolo ed è la più importante casa in mattoni della parrocchia.

### L'ex ferrovia
La costruzione della ferrovia di Leominster e Kington che collega Leominster e Kington fu iniziata nel 1855 e completata nel 1857. Passava attraverso la parrocchia di Pembridge, dove la stazione ferroviaria di Pembridge serviva il villaggio. La Great Western Railway prese in affitto la linea dal 1860 e la assorbì nel 1898. Le ferrovie britanniche chiusero la linea per il traffico passeggeri nel febbraio 1955 e per il trasporto merci alla fine di settembre 1964.

## Servizi

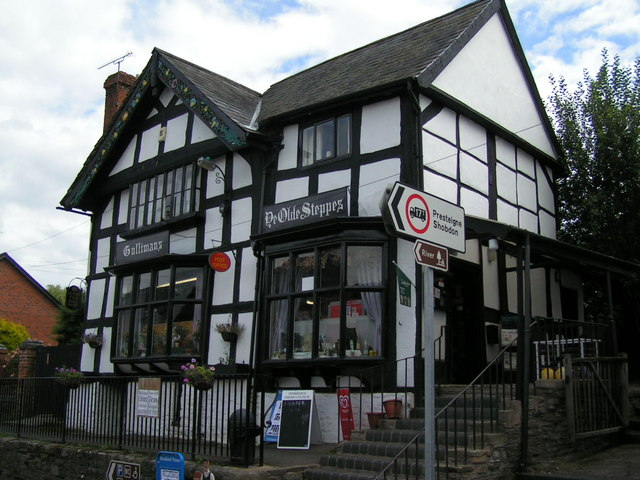
Il negozio/caffè Ye Olde Steppes a East Street

Ye Olde Steppes in East Street è sia il negozio del villaggio che una caffetteria e una sala da tè. È in un edificio del XVI secolo che fu ampliato nel XVII secolo e modificato nel XIX secolo.
C'è un pub del XVII secolo, il New Inn, a Market Place. Pembridge aveva un pub del XVI secolo, il Greyhound Inn a East Street, ma ora è il ristorante King's House. Nel paese, a Hays Head, si trova anche il bar-ristorante Cider Barn, che apre stagionalmente.